# Pociemnienie brzegowe

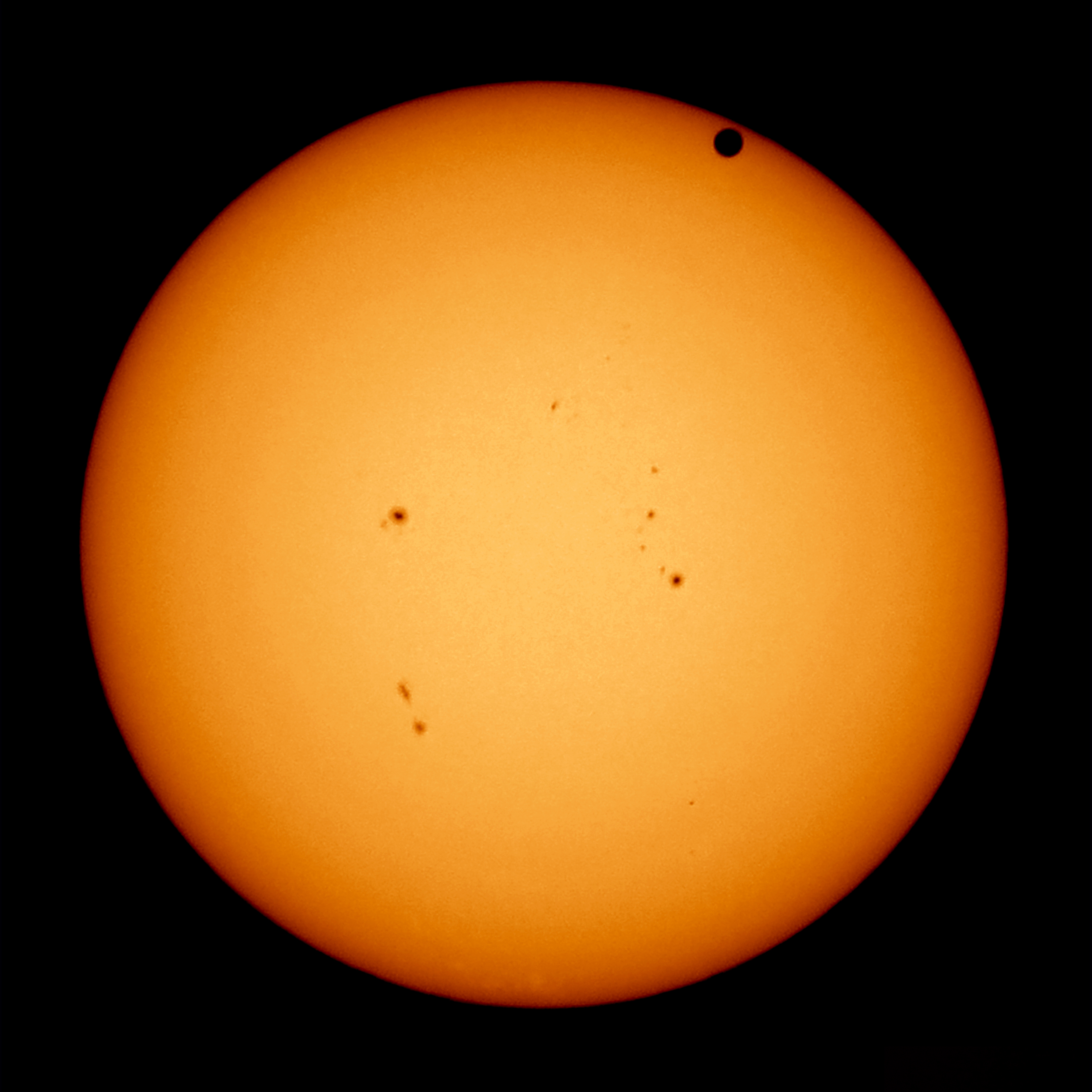
Tarcza słoneczna, podczas tranzytu Wenus w 2012r. Czarna kropka w górnej części tarczy słonecznej to Wenus.

Pociemnienie brzegowe – efekt optyczny obserwowany na tarczy słonecznej, polegający na spadku jasności i poczerwienieniu w pobliżu krawędzi tarczy. Zjawisko dla Słońca jest obserwowane w promieniowaniu widzialnym i podczerwieni, jest obserwowane także na innych gwiazdach.

## Podstawowa przyczyna

Droga promieni o takim samym prawdopodobieństwie opuszczenia Słońca w środku tarczy i blisko kraju.

W związku z pochłanianiem promieniowania emitowanego w głębszych warstwach fotosfery przez położone wyżej jej warstwy, promieniowanie opuszczające Słońce bliżej brzegu tarczy słonecznej (pod kątem) jest emitowane z wyższych warstw niż wychodzące prostopadle do powierzchni gwiazdy. W fotosferze temperatura zmniejsza się wraz z wysokością, gaz w mniejszej temperaturze, zgodnie z prawem Stefana-Boltzmanna emituje mniej promieniowania i o większej długości fali.

## Pojaśnienie brzegowe
W zakresie promieniowania nadfioletowego, które jest emitowane w wyższych warstwach słonecznej atmosfery, rejestrowane jest natomiast pojaśnienie brzegowe, będące skutkiem odwrócenia gradientu temperatury, czyli zwiększania się tej wraz z odległością od fotosfery.
Efekt pojaśnienia widoczny jest również w zakresie radiowym, gdyż źródłem tych fal jest korona słoneczna.